# Ernst Ristmägi
Ernst Ristmägi (ur. 13 listopada 1907 w Petersburgu, zm. 26 grudnia 1976 w Tallinnie) – działacz partyjny i państwowy Estońskiej SRR.

## Życiorys
Od 1928 należał do WKP(b), od października 1929 do października 1930 służył w Armii Czerwonej, od marca 1933 do stycznia 1936 był tokarzem i organizatorem partyjnym WKP(b) w fabryce w Leningradzie, a od stycznia 1936 do lipca 1937 słuchaczem kursów propagandzistów przy Wyższej Szkole Partyjnej przy KC WKP(b). Od lipca 1937 do stycznia 1938 był instruktorem rejonowego komitetu WKP(b) w Leningradzie, od stycznia 1938 do września 1939 majstrem zakładu mechanicznego w Leningradzie, od września 1939 do stycznia 1941 studentem Akademii Gospodarki Narodowej im. Kaganowicza, a od stycznia do września 1941 Moskiewskiej Wyższej Szkoły Technicznej im. Baumana. Od listopada 1941 do września 1944 był majstrem szkoły przemysłowej i zastępcą sekretarza komitetu WKP(b) kombinatu metalurgicznego w Niżnym Tagile, od października do grudnia 1944 kierownikiem Wydziału Przemysłowego Komitetu Miejskiego Komunistycznej Partii (bolszewików) Estonii w Tallinnie, od grudnia 1944 do września 1945 sekretarzem Komitetu Miejskiego KP(b)E w Tallinnie, a od września 1945 do listopada 1946 I sekretarzem Komitetu Powiatowego KP(b)E w Harjumaa. Od 1 listopada 1946 do 27 grudnia 1949 był ministrem przemysłu lokalnego Estońskiej SRR, od grudnia 1949 do stycznia 1951 stałym przedstawicielem Rady Ministrów Estońskiej SRR przy Radzie Ministrów ZSRR, od 3 stycznia do 5 września 1951 ministrem przemysłu lekkiego Estońskiej SRR, a od września 1951 do maja 1952 I sekretarzem Komitetu Miejskiego KP(b)E w Tallinnie. Od 27 września 1951 do 11 kwietnia 1958 był członkiem Biura KC KP(b)E/KPE, od maja 1952 do maja 1953 I sekretarzem Komitetu Obwodowego KP(b)E/KPE w Tallinnie, a od 27 kwietnia do 19 września 1953 ministrem przemysłu lekkiego i spożywczego Estońskiej SRR. Od 4 listopada 1953 do 10 października 1955 był ministrem przemysłu towarów szerokiego zapotrzebowania Estońskiej SRR, od 30 listopada 1955 do 11 kwietnia 1958 sekretarzem KC KPE, a od czerwca 1958 do lutego 1962 dyrektorem fabryki w Tallinnie, następnie przeszedł na emeryturę.